# Ліна Екдаль
Ліна Е́кдаль (Lina Ekdahl) (*1964) — шведська поетка і драматург.
Поетичні збірки: «Посеред дня» (Fram på dagen) (1994), «Людина говорить» (Människan pratar) (1997), «Нині» (Nuförtiden) (2002), «Що виконуватиметься» (Vad är det som skall utföras) (2005), «Неси радість Моряцькому двору Анетт» (Sprid glädje på Sjömansgården Anette) (2007). 1999 року у pocket-форматі вийшла збірка «59 віршів», до якої ввійшли дві перші збірки Екдаль.
Навесні 2007 відвідала Україну в рамках проекту «SWІЖЕ». Виступала в Києві, Харкові, Дніпропетровську, Одесі, Львові.
На початку літа 2008 року у видавництві «Факт» (fact.kiev.ua) вийшла збірка вибраних віршів «Про бажання стати виразною як людина» (українською переклав Лев Грицюк).
Мешкає в Гетеборгу.